# ارتشبد (فیلم ۱۹۹۸)
«ارتشبد» (انگلیسی: The General (1998 film)) فیلمی در ژانر سرقت، جنایی، و درام به کارگردانی جان بورمن است که در سال ۱۹۹۸ منتشر شد. از بازیگران آن می‌توان به برندن گلیسون و جان ویت اشاره کرد.